# Temple de Pashupatinath
Le temple de Pashupatinath est un édifice religieux hindou sis au bord du fleuve Bagmati, à Katmandou, au Népal. Dédié à Pashupati, l'incarnation de Shiva en tant que « maître des animaux », qui est considérée officieusement comme la divinité nationale du Népal ce temple est un des plus sacrés de l'hindouisme et du Népal.
Le temple et ses alentours, dont les temples annexes, fait partie de la liste du patrimoine mondial de l'humanité depuis 1979, réuni avec six autres ensembles de monuments sous l'appellation « vallée de Kathmandou ». Lors du séisme de 2015, il est l'un des trois seuls à avoir résisté à la destruction.

## Origine légendaire
La légende dit que Shiva, lassé de ses devoirs divins, aurait un jour décidé de se cacher dans une forêt sous la forme d'une antilope. Vishnou, voulant que Shiva revienne parmi eux, l'aurait forcé à reprendre sa forme divine en le saisissant par sa corne. La corne sectionnée, tombant sur Terre fut ainsi vénérée comme un linga. Mais, au fil des ans, le linga fut enterré et oublié, et son culte disparut. Cependant, un jeune bouvier s'aperçut des années plus tard qu'une de ses vaches répandait tout son lait en un lieu précis. Il décida alors de creuser et découvrit le linga, dont le culte put reprendre après la reconstruction du temple.

## Histoire
Le temple actuel a été construit au XVIIe siècle par le roi Bhupatindra Malla après que le précédent bâtiment eut été détruit par des termites. Il prend la forme d'un temple à deux étages, aux toits plaqués or.
Au fil des siècles, de nombreux autres temples, ainsi que de petits sanctuaires dédiés à Shiva ont été construits tout autour du temple, ainsi que sur la rive Est de la rivière Bagmati.

## Le temple aujourd'hui

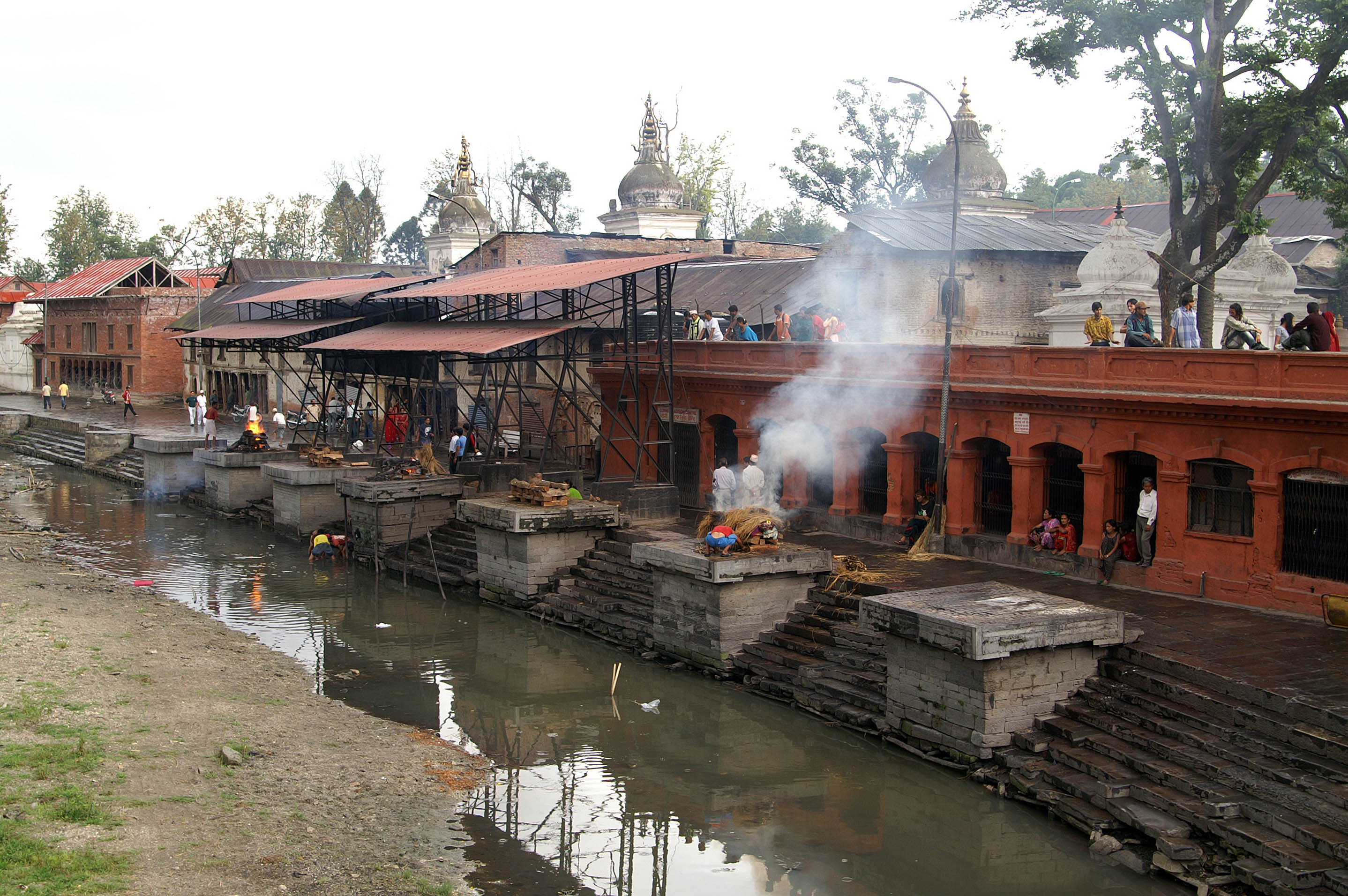
Crémations près du temple de Pashupatinath

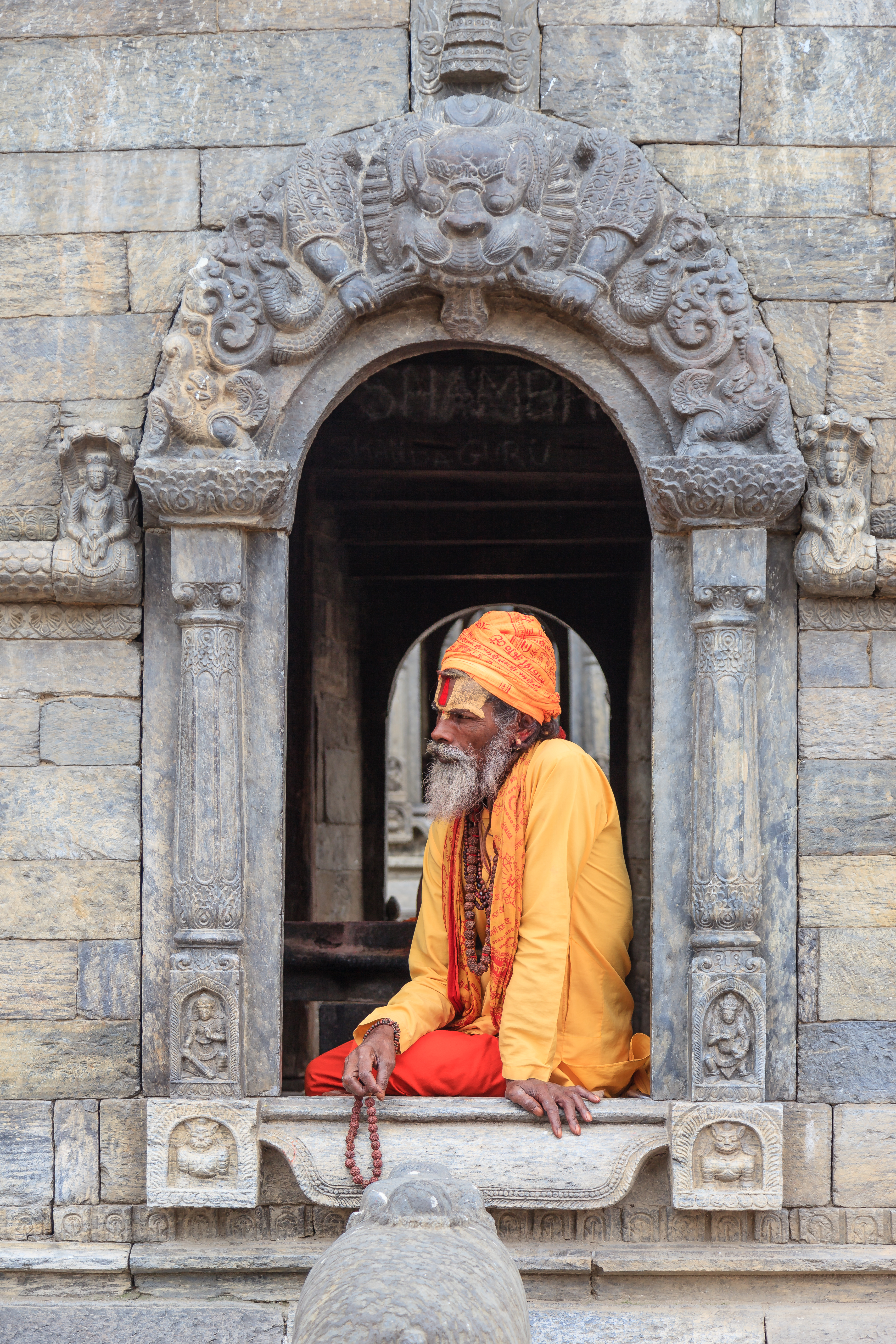
Un Shadhu assis à une fenêtre du temple de Pashupatinath. Aout 2019.

Le temple et ses alentours ressemblent à Varanasi dans sa symbolique et dans son utilisation. En effet, le temple est situé sur les berges de la rivière Bagmati et on y pratique quotidiennement des crémations selon le rite hindou. Plus le défunt est riche et honoré, plus il a droit à être brûlé proche du temple de Pashupatinath. Ainsi, selon la tradition, seuls les défunts issus de la famille royale étaient autorisés à être brûlés en face du temple.
On peut dresser d'autres parallèles avec Varanasi. Ainsi, de nombreux taureaux et vaches errent en toute liberté dans les alentours du temple. Par ailleurs, les sanctuaires dédiés à Shiva, qui ont fleuri tout autour du temple au fil des siècles, servent aujourd'hui pour une partie d'entre eux comme abris à des sâdhu, ascètes hindous.
Le temple a été l'un des rares temples d'importance à Kathmandou épargnés par le séisme de 2015. Les raisons avancées en sont diverses ; parmi les plus importantes, la faible hauteur du bâtiment et les multiples rénovations sont citées. Ces dernières, récentes, étaient de meilleure facture que celles pratiquées à la hâte sur la plupart des monuments d'importance à la suite du séisme de 1932.

Temple de Pashupatinath
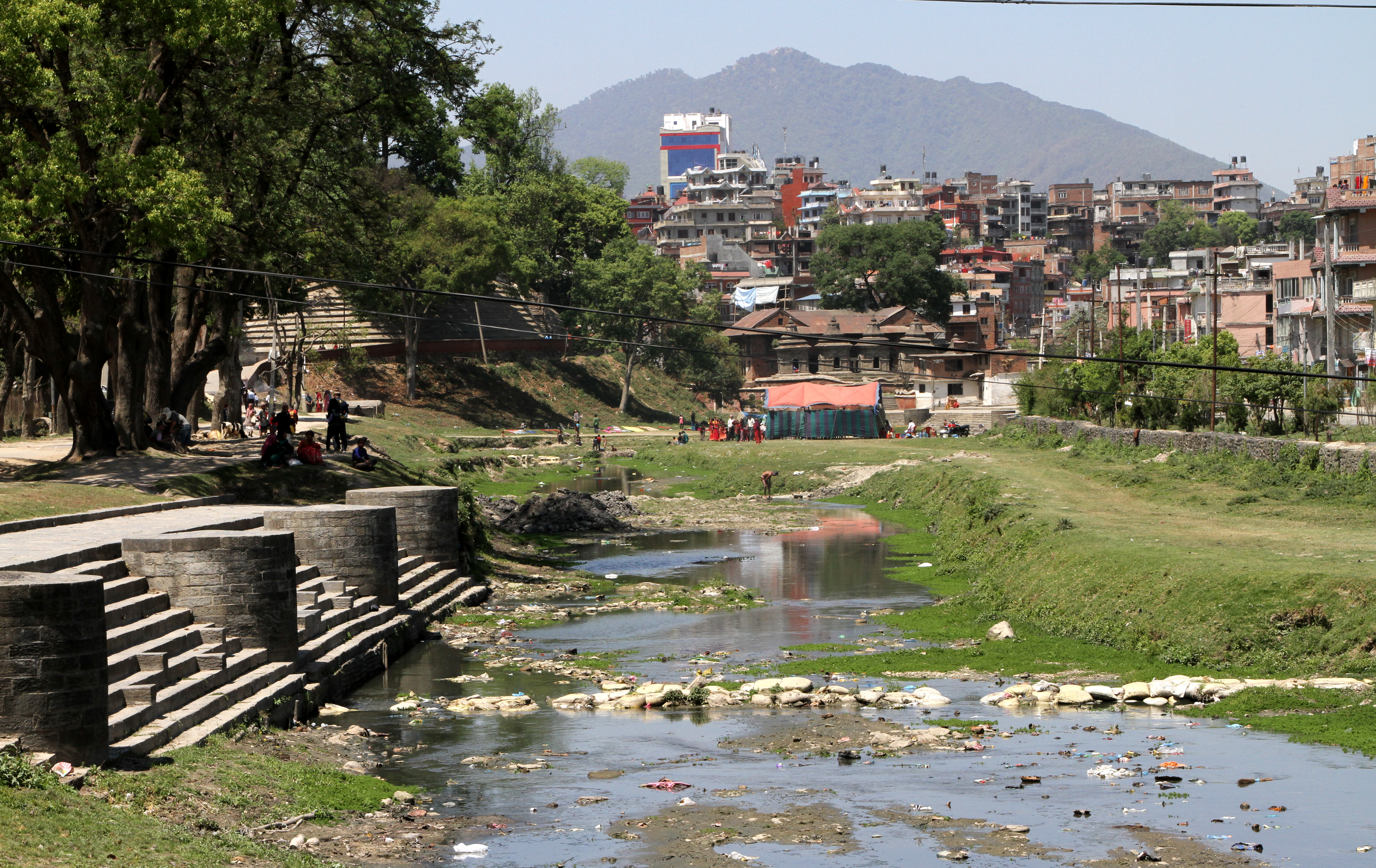
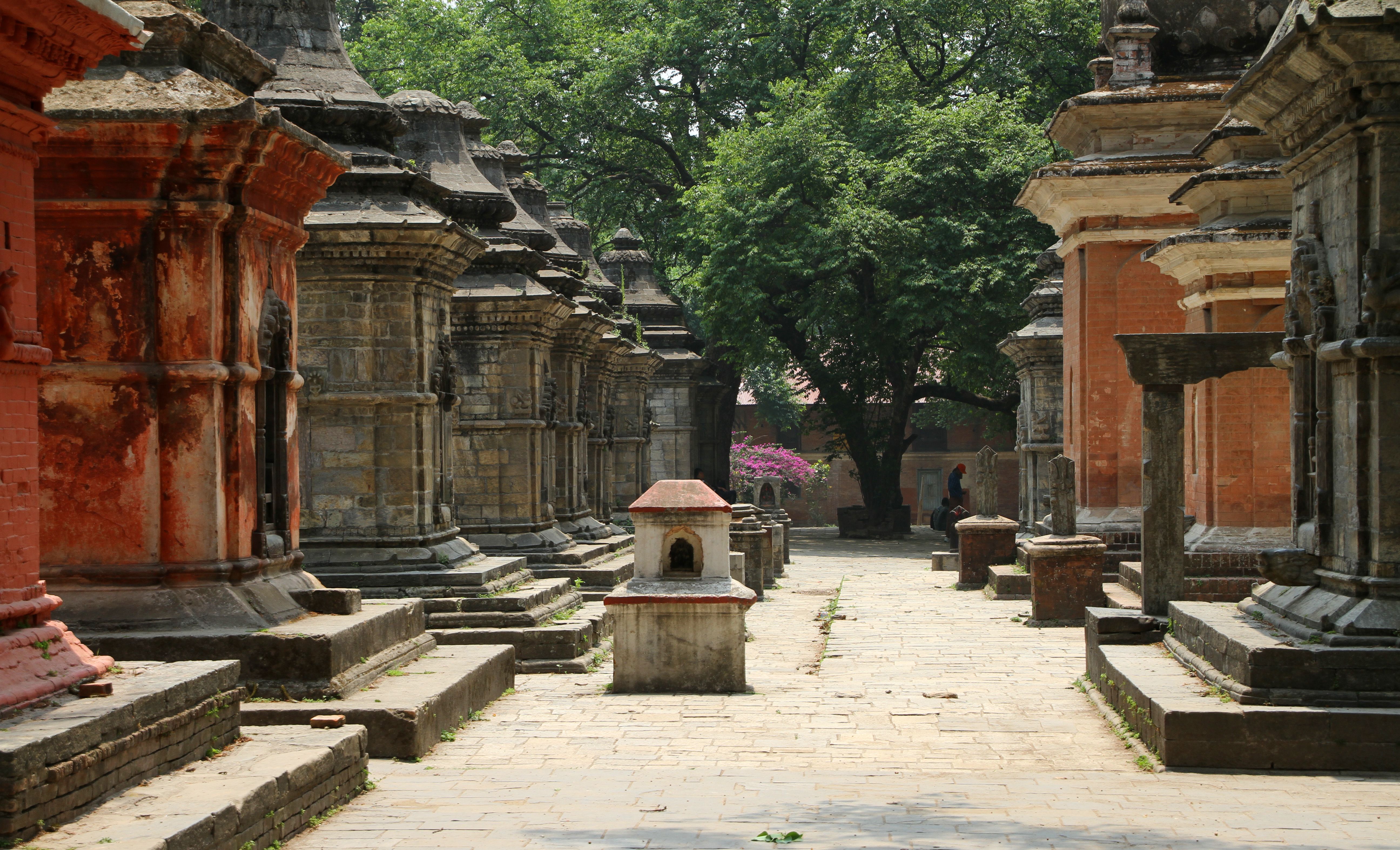
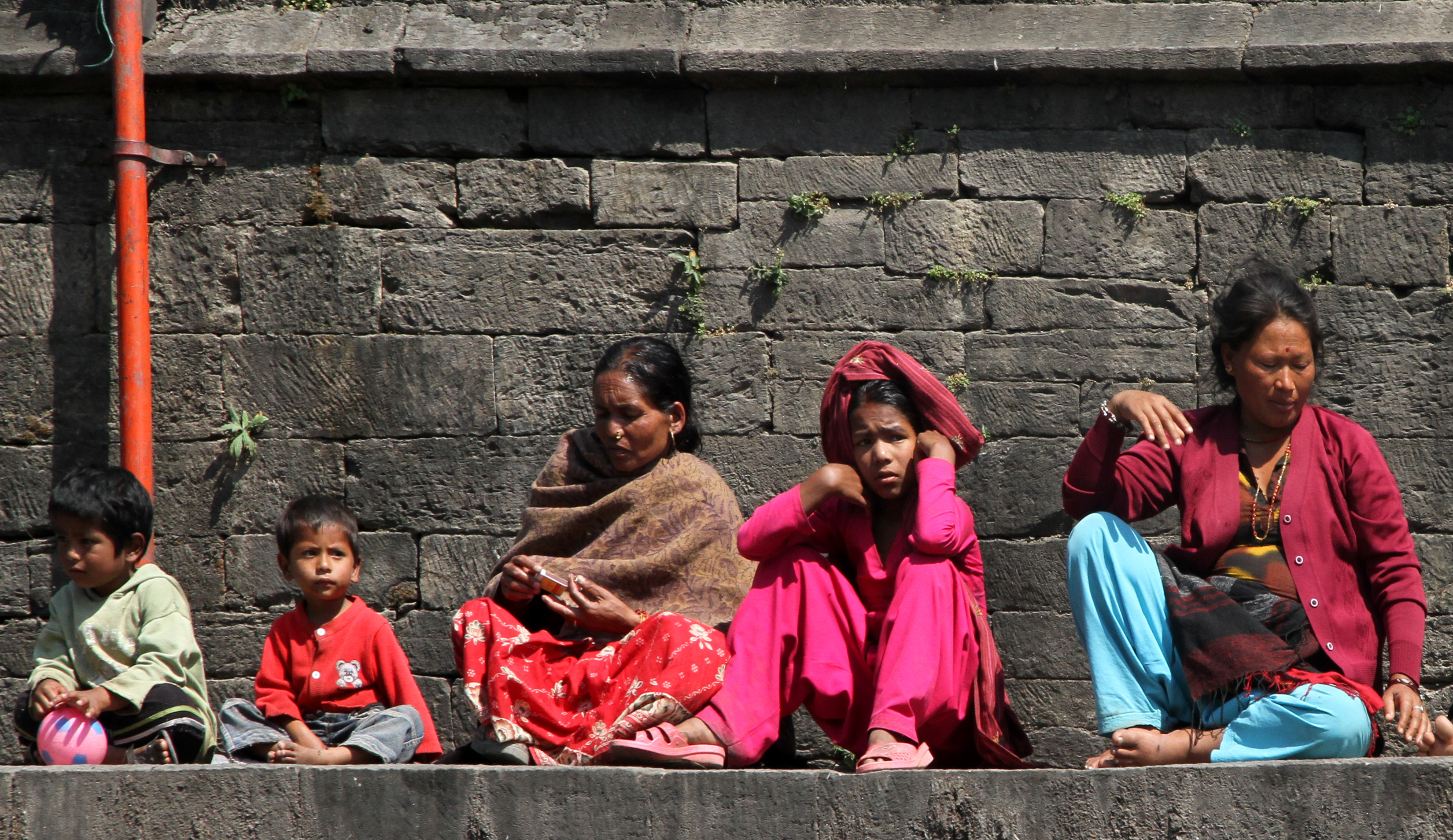
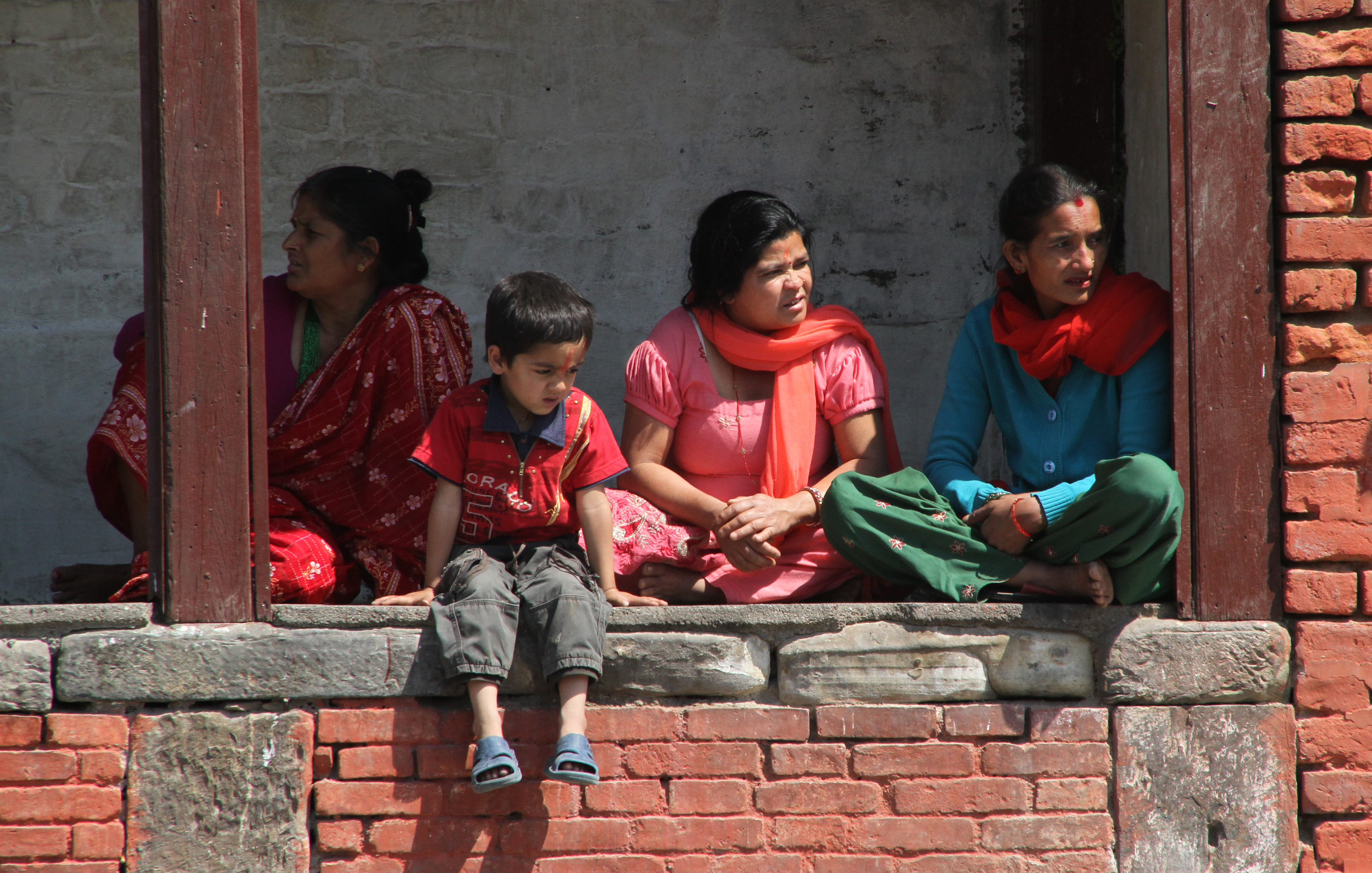
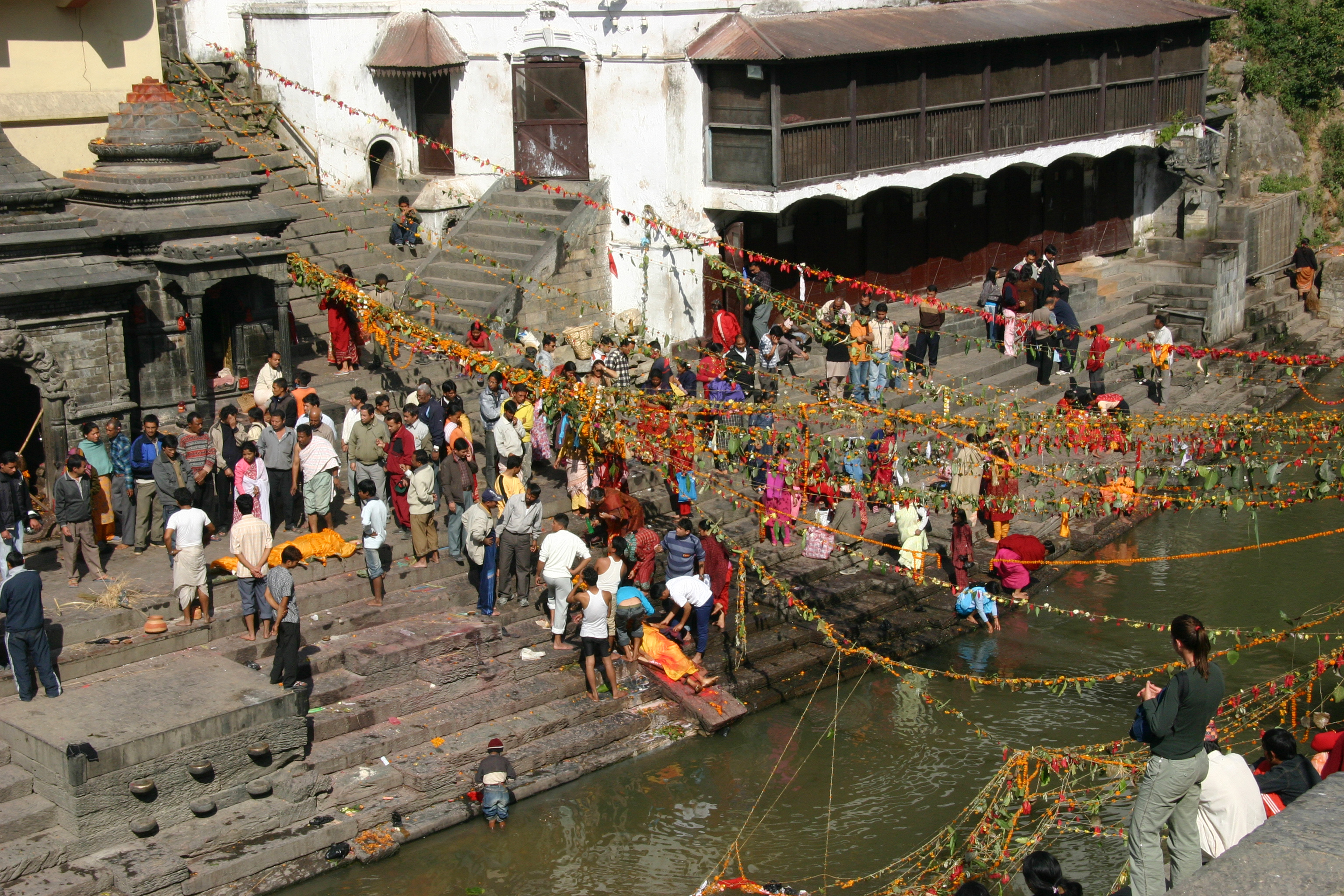
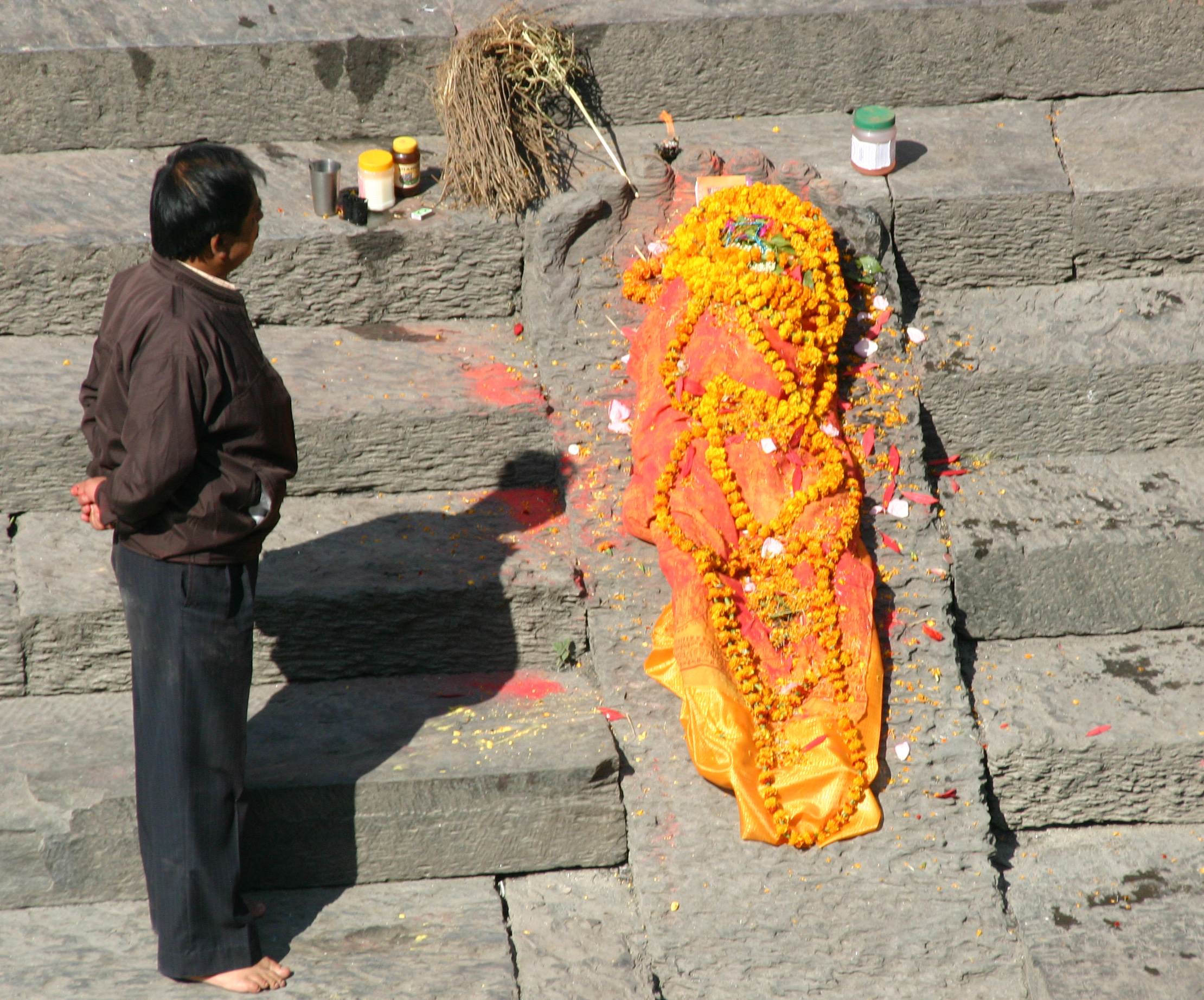
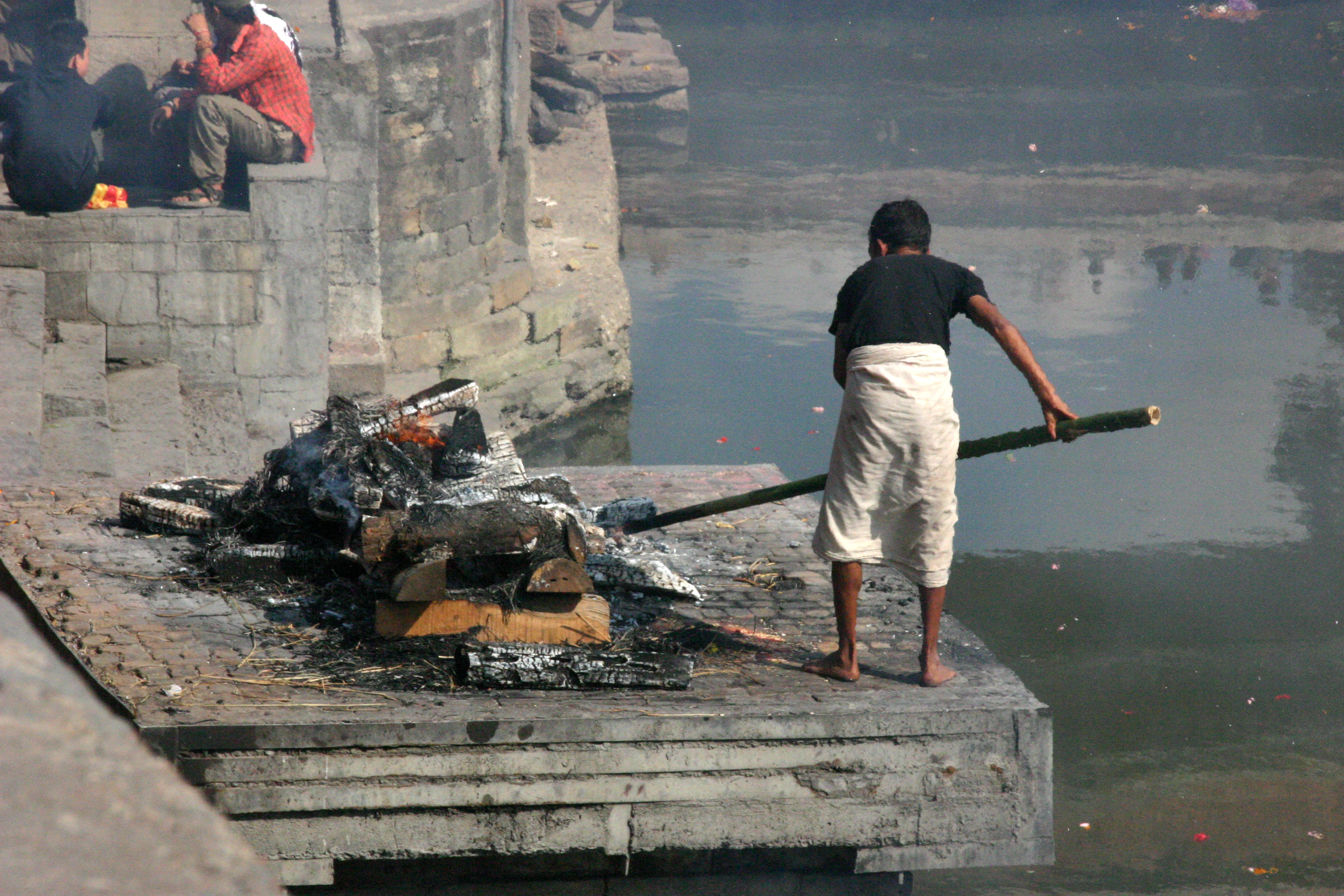
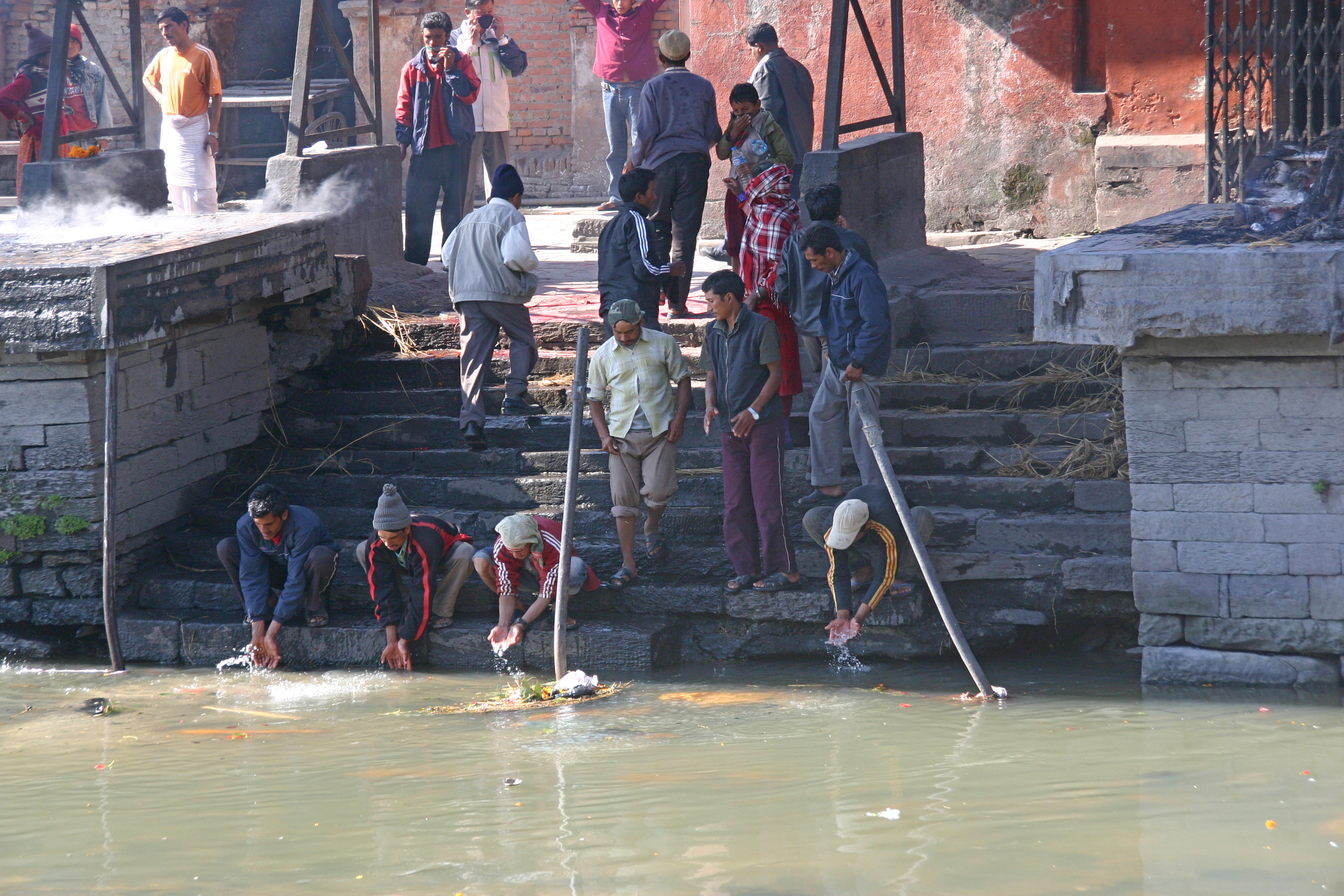
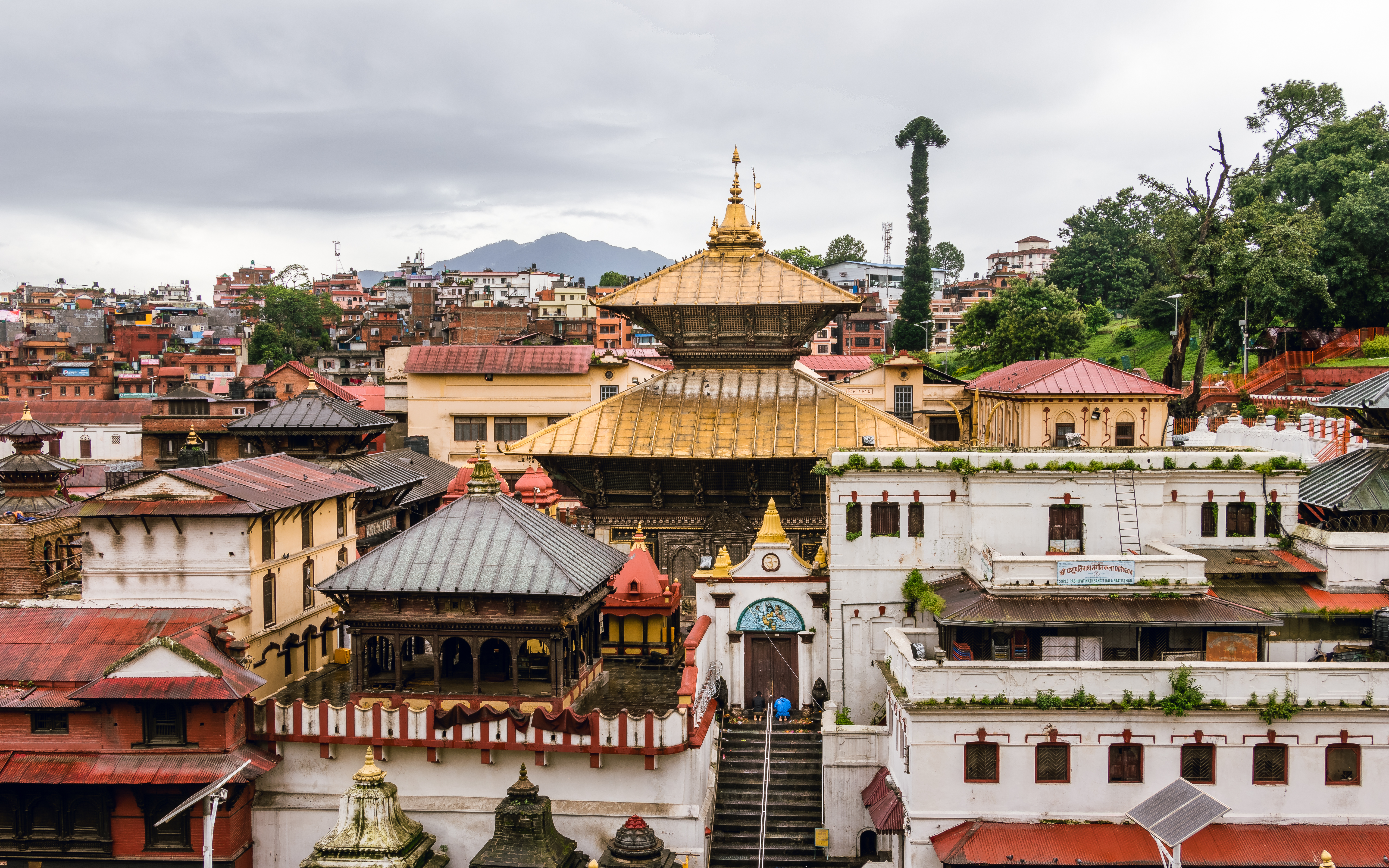